# Benfica: Campeões Nacionais 2009/2010
Benfica: Campeões Nacionais 2009/2010 é uma compilação que reúne vários artistas para celebrar a vitória do Sport Lisboa e Benfica no campeonato nacional de futebol de 2009-2010.  Editado em 2010 pela Farol Música. 
O álbum é composto por 18 temas, com destaque para o inédito de Tim e outro dos Red Kids com Pacman (dos Da Weasel). Lara Afonso apresenta a nova versão do hino oficial "Ser Benfiquista" com novos arranjos da responsabilidade do músico Manuel D’Oliveira e uma nova adaptação do êxito "O Conquistador" dos Da Vinci.  O tema "Somos Benfica" é um original de Paulo Gonzo de 2002 que compôs em parceria com António Melo e Rui Fingers.  Os UHF participam com os temas "SLB (outra vez)" e "Sou Benfica" o hino da modernidade do clube da Luz. 

## CD
| N.º | Título                   | Banda                 | Duração |  |
| 1.  | "Ser Benfiquista"        | Lara Afonso           |         |  |
| 2.  | "Campeões (O triunfo)"   | The Red Kids e PacMan |         |  |
| 3.  | "Sou Benfica"            | UHF                   |         |  |
| 4.  | "Conquistador"           | Lara Afonso           |         |  |
| 5.  | "Benfica Campeão"        | Águias Vermelhas      |         |  |
| 6.  | "O Glorioso"             | Tim                   |         |  |
| 7.  | "Sport Lisboa e Benfica" | Águias Vermelhas      |         |  |
| 8.  | "Somos Benfica"          | Paulo Gonzo           |         |  |
| 9.  | "Ninguém Pára o Benfica" | Águias Vermelhas      |         |  |
| 10. | "Toda a força"           | Santos & Pecadores    |         |  |
| 11. | "SLB (outra vez)"        | UHF                   |         |  |
| 12. | "Benfica"                | Águias Vermelhas      |         |  |
| 13. | "Benfica, O Campeão"     | Luís Pedro Fonseca    |         |  |
| 14. | "Benfica é Campeão"      | AC Vasconcelos        |         |  |
| 15. | "Glorioso SLB"           | Águias Vermelhas      |         |  |
| 16. | "Sede e Vencer"          | Paulo Martins         |         |  |
| 17. | "Vermelho"               | Fafá de Belém         |         |  |
| 18. | "1904"                   | Águias Vermelhas      |         |  |